# Taleporia guenei
Taleporia guenei är en fjärilsart som beskrevs av Philipp Christoph Zeller 1852. Taleporia guenei ingår i släktet Taleporia och familjen säckspinnare. Inga underarter finns listade i Catalogue of Life.